# Красногорське (Верхотурський міський округ)
Красного́рське (рос. Красногорское) — село у складі Верхотурського міського округу Свердловської області.
Населення — 441 особа (2010, 489 у 2002).
Національний склад населення станом на 2002 рік: росіяни — 94 %.